# Ungtyrkerne
|  | Sammenskrivningsforslag Artiklen Ungtyrkiske parti er foreslået føjet ind i Ungtyrkerne. (Siden januar 2017) Diskutér forslaget |

Ungtyrkerne var en reformbevægelse, som voksede frem i slutningen af 1800-tallet i Det osmanniske rige og blandt osmanniske indbyggere i eksil. Ungtyrkerne var modstandere blandt andet af den osmanniske sultan Abdul Hamid 2. og ønskede, at den forfatning, som havde været gældende i årene 1876-1878, skulle genindføres. Benævnelsen "ungtyrker" blev til i Paris.
Den ungtyrkiske revolution i 1908 bragte den ungtyrkiske paraplyorganisation Kommittéen for enhed og fremskridt til magten i det osmanniske rige. Det var ikke den ungtyrkiske rørelse men sammenbruddet i 1918 for Osmanniske rige i 1. verdenskrigs kølvand, som muliggjorde dannelsen af nationalstaten Tyrkiet.
Ziya Gökalp (1876-1924; han hed oprindelig Mehmet Ziya) fra Diyarbakir regnes som den tyrkiske nationalismes fader.